# Pour une vie meilleure
Pour plus de détails, voir Fiche technique et Distribution.
Pour une vie meilleure (Homeless to Harvard: The Liz Murray Story) est un téléfilm américain réalisé par Peter Levin, et diffusé le 7 avril 2003 sur Lifetime. Il s'inspire de la vie de Liz Murray.
En France, le téléfilm a été rediffusé le 13 juin 2012 sur M6.

## Synopsis
Liz et Lisa, deux jeunes filles, sont élevées par une mère alcoolique et un père instable et asocial. Leur appartement est totalement insalubre et les rares rentrées d'argent servent à acheter de la drogue plutôt que de la nourriture. À 14 ans, Liz se lave rarement, mange peu et ne va quasiment jamais à l'école. Pourtant, elle dispose de capacités intellectuelles étonnantes. Grâce à une encyclopédie trouvée dans une poubelle par une voisine, elle obtient une note excellente à un devoir scolaire. Cependant, ni son institutrice ni les services sociaux ne parviennent à la convaincre de suivre une scolarité régulière…

## Fiche technique
- Titre original : Homeless to Harvard: The Liz Murray Story
- Réalisation : Peter Levin (en)
- Scénario : Ronni Kern (en)
- Photographie : Uta Briesewitz
- Musique : Louis Febre
- Société de production : Patriarch Pictures
- Pays : États-Unis
- Durée : 104 minutes

## Distribution
- Thora Birch : Elizabeth « Liz » Murray
- Michael Riley : Peter, le père de Liz
- Robert Bockstael (en) : David
- Makyla Smith : Chris
- Kelly Lynch : Jean Murray, la mère de Liz
- Jennifer Pisana (en) : Liz Murray jeune
- Aron Tager : Pops, le grand-père
- Elliot Page : Lisa Murray jeune (crédité Ellen Page)
- Marla McLean : Lisa Murray
- Marguerite McNeil : Eva
- Amber Godfrey : Dawn
- Seamus Morrison : Bobby
- John Fulton et Réjean Cournoyer (en) : les policiers irlandais
- Mauralea Austin : Miss Wanda
- Cecil Wright : Mr Maki

## Accueil
Le téléfilm a été vu par environ 5,7 millions de téléspectateurs lors de sa première diffusion.

## Distinctions
- Primetime Emmy Award de la meilleure mini-série ou du meilleur téléfilm[3]
- Thora Birch pour un Primetime Emmy Award de la meilleure actrice dans une mini-série ou un téléfilm[3]
- Creative Arts Emmy Awards dans la catégorie Meilleur montage à caméra unique pour une minisérie, un téléfilm ou un programme spécial[4]